# Baqui de Sao
Baqui de Sao (em francês: Baki) foi um nobre senufô do século XIX, ativo no Reino de Quenedugu durante o reinado do fama Tiebá Traoré (r. 1866–1893).

## Vida
Baqui era pai de Bala. Aparece em 1891, quando convence Tieré a rebelar-se contra o Reino de Quenedugu.  Uma força de 3 000 infantes e 3 000 cavaleiros saiu de Sicasso com o tenente Machand. Baqui foi ao resgate de Tieré com soldados de Guan, Songuela, Sugumba e Sadiala. Na batalha subsequente, Baqui foi atingido e abatido por Topé. Baqui foi decapitado e Topé levou sua cabeça para Tiebá, que ordenou que ela fosse enviada para Sicasso, onde foi exposta enfincada numa espada no mercado da cidade. As vilas que o apoiaram foram atacadas e seus partidários foram executados.